# Meine Ehre heißt Treue

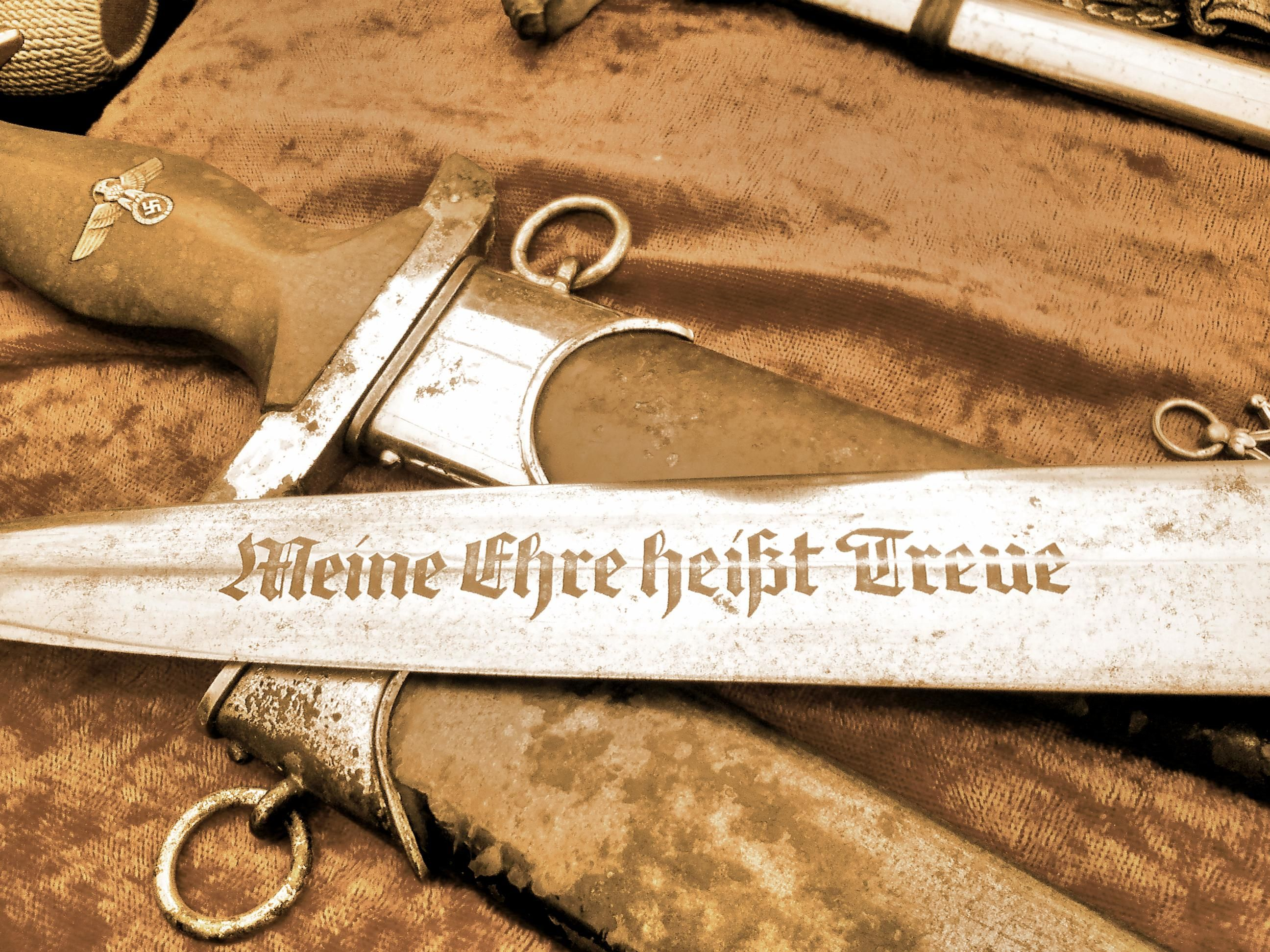
Adaga da SS onde o lema Meine Ehre heißt Treue está gravado na lâmina.

Meine Ehre heißt Treue (pronunciado [ˌmaɪnə ˈʔeːʁə haɪst ˈtʁɔʏə]; "Minha Honra chama-se Lealdade") foi o lema da Schutzstaffel (SS) sob Adolf Hitler e o Partido Nazista na Alemanha Nazista.

## Origem
Em um contexto nacional-socialista, a frase Meine Ehre heißt Treue refere para uma declaração por Adolf Hitler seguindo a Revolta de Stennes, um incidente entre a Sturmabteilung (SA) e a SS em Berlim. No início de abril de 1931, elementos da SA sob Walter Stennes atentaram para derrubar o chefe da seção em Berlim do Partido Nacional Socialista dos Trabalhadores Alemães. Como o chefe da seção Joseph Goebbels fugiu com seu pessoal, um punhado de homens da SS liderados por Kurt Daluege foram batidos tentando repelir a SA. Após o incidente, Hitler escreveu uma carta de congratulações para Daluege, afirmando ... SS-Mann, deine Ehre heißt Treue! ("Homens da SS, sua Honra chama-se Lealdade"). Logo depois, Reichsführer-SS Heinrich Himmler, adotou a modificada versão desta frase como o lema oficial da organização.

## Interpretação

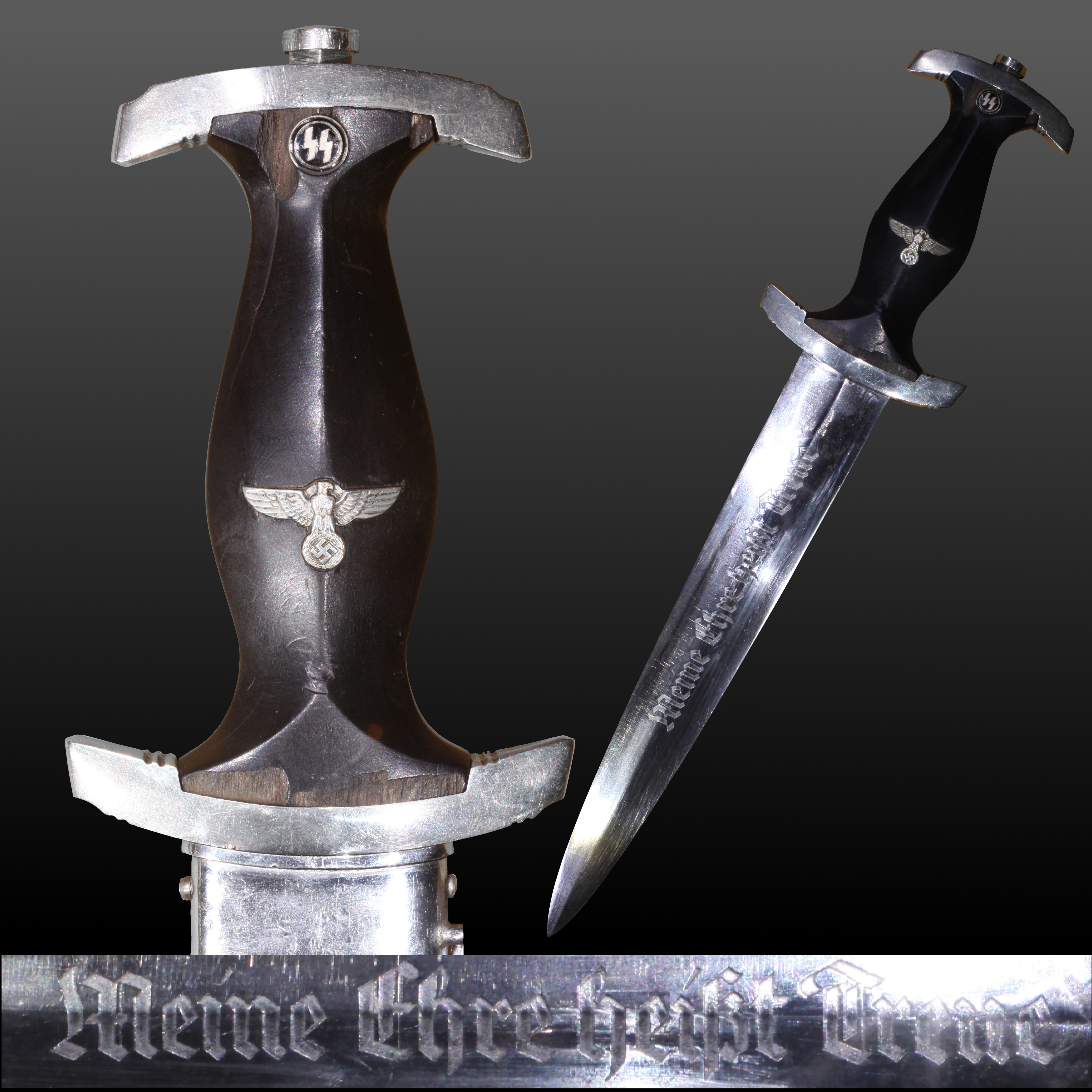
Adaga de ordenança da SS (Coleção de Paul Regnier, Lausanne). O lema Meine Ehre heißt Treue está inscrito na lâmina.

Termos relacionados à virtude, tais como "honra", "fidelidade", "camaradagem" ou "obediência" foram abundantemente usados pela SS. A palavra "fidelidade", usada sozinha, foi muitas vezes uma referência para Hitler pessoalmente, como no juramento de fidelidade da SS:

Nós juramos para você, Adolf Hitler, (...) fidelidade e bravura. Nós solenemente juramos obediência até a morte para você, e para aqueles nomeados por você como líderes (...)

A noção de fidelidade, portanto, não refere para um ideal ou uma ética, mas para Hitler pessoalmente e seus líderes.
A identificação de "fidelidade" com "honra" implicou, na negativa, a perda da honra por desobedecer ordens. Assim, "honra" perdeu seu tradicional significado: honra em desobedecer ordens ilegais e criminosas tornaram-se um paradoxo, como apenas uma obediência cega era considerada honrosa. No ethos da SS, a recusa para cometer crimes ordenados por um líder constituía uma desonrosa escritura. Esta nazificação de vocabulário foi destinado a obter o tipo de obediência incondicional que a lei poderia não fornecer, como isso exigia um compromisso para ideais tradicionais de virtude cavalheiresca.

## Leis
Desde 1947, o uso deste lema ou variações do mesmo têm sido proibidos em um número de países, notadamente Áustria, e Alemanha, em suas leis pertinentes para o uso de símbolos de organizações anti-constitucionais, por exemplo, na Alemanha, Strafgesetzbuch 86a. A sentença é usada por algumas organizações de extrema-direita.

## Recentemente
Jurica Živoder (29), um participante do programa de televisão croata da RTL "Love is in the countryside", foi removido do programa em abril de 2021, depois que os espectadores reclamaram de sua tatuagem "Meine Ehre heißt Treue". Os produtores em resposta deram uma declaração: "todas as suas cenas serão cortadas antes de ir ao ar depois de descobrir que ele também curtiu uma página do Facebook intitulada 'As crenças políticas de Adolf Hitler'".